# Maksym Semiankiv
Maksym Semiankiv (en ukrainien, , né le 20 janvier 1992 à Dniprodzerjynsk) est un gymnaste ukrainien.